# Мошок (Чаусский район)
Мошо́к (бел. Машок) — деревня в Чаусском районе Могилёвской области Белоруссии. В составе Горбовичского сельсовета.

## История
До 2013 года в составе Каменского сельсовета.

## Население

### Численность
- 2009 год — 35 человек

### Динамика
- 2009 год — 35 человек